# Corydalis cytisiflora
Corydalis cytisiflora är en vallmoväxtart. Corydalis cytisiflora ingår i släktet nunneörter, och familjen vallmoväxter.

## Underarter
Arten delas in i följande underarter:
- C. c. altecristata
- C. c. cytisiflora
- C. c. minuticristata
- C. c. pseudosmithii